# N-Nitrosonornicotina

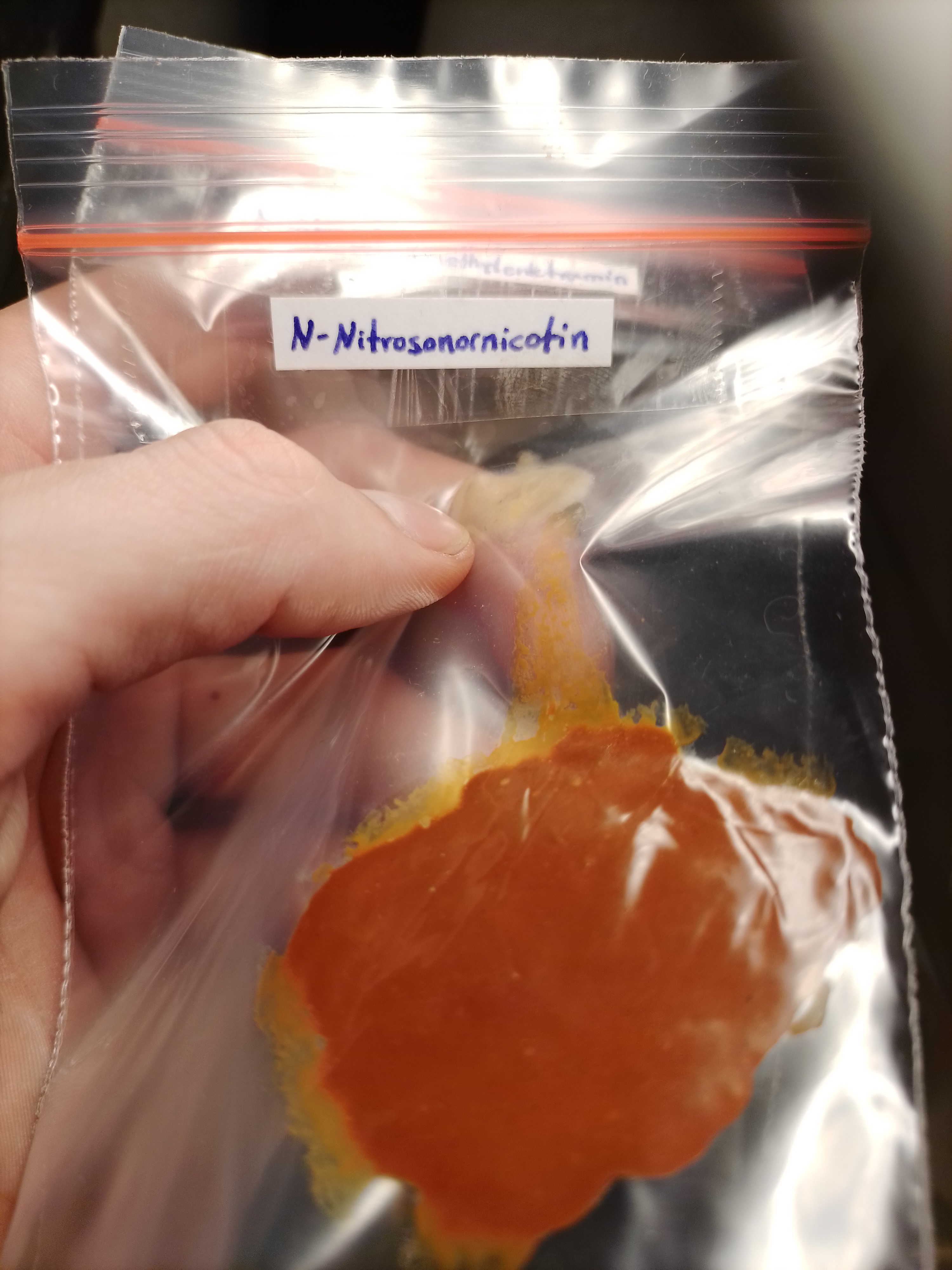
N-nitrosonornicotina

La N-nitrosonornicotina (NNN), conosciuta anche come 3-(1-Nitrosopirrolidin-2-il) piridina, è una delle più importanti nitrosammine specifiche del tabacco, avente un importante ruolo nella carcinogenesi. Sebbene non siano ancora stati compiuti studi adeguati per correlare l'NNN con l'insorgenza del cancro negli esseri umani, vi sono comunque prove evidenti che questo composto abbia causato il cancro negli animali utilizzati come cavie ed è quindi stato inserito nelle gruppo 1 delle sostanze cancerogene nella lista stilata dallo IARC.
La presenza di NNN, che viene prodotto per nitrosazione della nornicotina, processo che avviene sia durante la lavorazione che durante la combustione del tabacco, è stata riscontrata in diversi prodotti del tabacco, sia quelli in cui il tabacco viene bruciato, come sigarette e sigari, che in quelli che non prevedono la combustione del tabacco, come il tabacco da masticare o quello da fiutare. L'NNN è inoltre presente nel fumo di sigari e sigarette e nella saliva dei consumatori di prodotti come le sigarette elettroniche.

## Sintesi
Così come le altre nitrosammine specifiche del tabacco (TSNA), anche l'NNN si viene a formare con il processo di nitrosazione degli alcaloidi contenuti nella pianta del tabacco, ossia la nicotina, la nornicotina, l'anabasina e l'anatabina, che avviene durante la cura e la conservazione del tabacco e che va avanti fino al momento in cui questo viene confezionato in sigarette. Durante tale fase, infatti, a causa della rottura della parete cellulare si ha la morte delle cellule e l'arrivo dei batteri nitrificanti che danno il via al sopraccitato processo di nitrosazione degli alcaloidi.
Per quanto riguarda la nornicotina, essa è il risultato della conversione della nicotina ad opera della Nicotina N-Demetilasi (NND), un enzima presente nelle piante di tabacco che opera rimuovendo un gruppo metile dall'azoto presente nell'anello pentagonale della nicotina. La nornicotina subisce poi una nitrosazione, ossia l'aggiunta di un gruppo N=O, su quello stesso azoto, e viene convertita in NNN. Il gruppo nitrosonio che si aggancia alla nornicotina si forma dall'acido nitroso (HNO2) nelle condizioni acide presenti durante il processo di lavorazione del tabacco e può venirsi anche a formare nello stomaco, quando i succhi gastrici reagiscono con i nitriti spesso utilizzati come conservanti nelle carni rosse. Proprio per quest'ultimo motivo, l'NNN può formarsi nello stomaco di coloro i quali ricorrono alla terapia sostitutiva con nicotina per via orale, durante la quale si utilizzano comunque prodotti contenenti nicotina e che contengono quindi anche il suo derivato nornicotina.

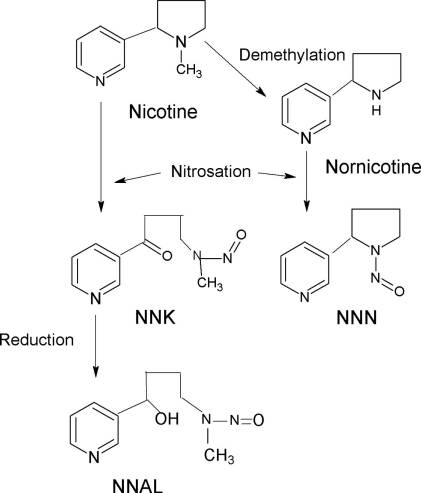
Il meccanismo di formazione endogena dell'NNN.

Del totale di NNN assunto da un consumatore di prodotti del tabacco a combustione, circa la metà deriva dalla combustione della nicotina, anche per questo esso è uno delle più pericolose sostanze presenti nel fumo di sigaretta.

## Quantità nelle sigarette e nelle sigarette elettroniche
Recenti studi condotti in Corea del Sud hanno rilevato la presenza di NNK nel 64,8% dei liquidi per sigaretta elettronica prodotti nel paese, con una concentrazione che va da 0,34 a 60,08 µg/L. Per il prodotto avente il quantitativo maggiore, considerando che 1 ml di liquido è equivalente a 20 sigarette (considerando la media dei contenuti di nicotina sia nei liquidi che nelle sigarette), si ottiene una quantità di NNN pari a 60,08/20 = 3,004 ng per ogni dose di liquido. In confronto, una sigaretta contenente 1 grammo di tabacco contiene circa 980 ng di NNN. Un tale valore del contenuto di NNN nelle sigarette elettroniche (da non-rintracciabile fino a 0,4 ng per 15 aspirazioni, pari a circa una sigaretta) risulta inoltre anche più basso rispetto a quello riscontrato nel fumo di sigaretta (dove si raggiungono valori che vanno da 0,5 a 190 ng a sigaretta) e si ritiene che ciò sia dovuto alla più bassa temperatura utilizzata per far vaporizzare il liquido.

## Metabolismo e meccanismo d'azione
L'NNN è un procarcinogeno che necessita di attivazione per risultare efficace. Tale attivazione viene effettuata da enzimi della famiglia del citocromo P450 (CYP) che catalizzano le reazioni di idrossilazione, agganciando uno gruppo ossidrile al secondo o al quinto atomo di carbonio dell'anello pentagonale. Diversi studi hanno suggerito che negli esseri umani il carbonio a subire l'aggancio sia il secondo, mentre negli animali non appartenenti ai primati si ritiene che sia il quinto. Dopo tale idrossilazione, l'anello pentagonale si apre, permettendo al composto di legarsi alla base di un nucleotide e di formare un addotto al DNA.

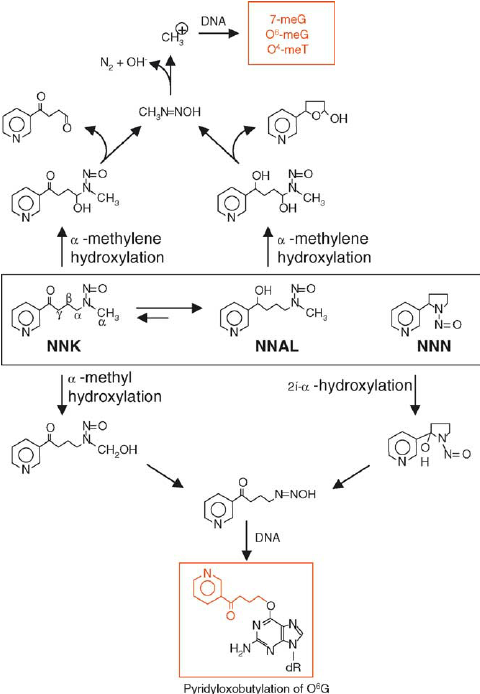
Il meccanismo d'azione di diverse nitrosammine specifiche del tabacco, tra cui l'NNN.

## Patologia

### Tossicità
Diverse ricerche hanno mostrato che l'NNN induce poliformismi genetici nelle cellule, i quali sono coinvolti nella crescita, nella proliferazione e nella differenziazione cellulare, e, proprio a causa dei polimorfismi da esso causati nel genoma umano, l'NNN è classificato come agente mutageno. Inoltre, l'NNN imita l'azione dell'acetilcolina legandosi ai ricettori nicotinici di quest'ultima e causando la crescita di tumori, in particolare all'esofago e ai polmoni, attraverso l'aumento e il completo stravolgimento della proliferazione, della migrazione e della sopravvivenza cellulare, inibendo, ad esempio, l'apoptosi.

### Inibizione
Uno studio ha dimostrato che, su modelli animali, composti chimici derivati da verdure crocifere e il gallato di epigallotechina (o EGCG), un tipo di catechina abbondante nel tè, e in particolare nel tè verde, possono inibire la carcinogenesi a livello polmonare innescata dall'NNN. Un'altra ricerca ancora ha invece dimostrato un certo effetto inibitorio sul processo di formazione endogena dell'NNN nei ratti, dato dall'acido ascorbico e da alcune catechine. Tuttavia tutte le ricerche in atto devono ancora dimostrare il verificarsi di tali effetti anche negli esseri umani.